# Poa alopecurus ssp. fuegiana
Poa alopecurus ssp. fuegiana là một phân loài cỏ trong họ hòa thảo, thuộc chi poa.